# 김용삼
김용삼(金容三, 1941년 9월 5일~2009년 3월)은 조선민주주의인민공화국의 정치인이다. 최고인민회의 대의원 및 철도성을 역임했으며, 룡천 열차폭발 사고의 책임을 묻고 처형되었다.